# Перевал Дидковского
Перевал Дидковского — перевальная точка с хорошо выраженными каменными кольцами в окрестностях посёлка Кытлыма в городском округе Карпинск. Геологический, ботанический и историко-революционный памятник природы. 
Назван в честь участника Гражданской войны на Урале Б. В. Дидковского (1883-1938), занимавшего до 1917 года должность главного геолога Николае-Павдинского горного округа. Жил в посёлке Павда в 1913-1918 гг. Осенью 1918 года после прихода белогвардейских войск сформировал партизанский отряд и ушёл с ним в Пермский край, где защищал подступы к Кизелу и Соликамску.
Охраняемый участок занимает 31 и 44 кварталы Кытлымского лесничества и имеет площадь 100 га.